# 爱尔兰税务局
爱尔兰税务局（英文：Revenue Commissioners，爱尔兰文：Na Coimisinéirí Ioncaim），是爱尔兰政府机关之一，主要职责包括征收税项（直接税：包括所得税、公司税（CT）、资本利得税（CGT）、遗产税；和间接税：包括增值税（VAT）、印花税等）、进口管制及部分形式的国家支援。

## 外部連結
- 爱尔兰税务局 （英文）（页面存档备份，存于）
- 爱尔兰税务局常用表格中文说明[]（页面存档备份，存于）